# Gorybia pusilla
Gorybia pusilla là một loài bọ cánh cứng trong họ Cerambycidae.